# Ганс Гаєрдал
Ганс Гаєрдал (навахо Hans Heyerdahl; 8 липня 1857, Смедьєбаккен, Швеція — 10 жовтня 1913, Осло) — норвезький художник.
Ганс Гаєрдал народився в шведському ліні Коппарберг (нині називається Даларна). У 1873 році він вступає до художньої школи в Осло. З 1874 року Гаєрдал навчається в мюнхенській Академії образотворчих мистецтв у Людвіга фон Леффца та Вільгельма фон Лінденшмідта Молодшого. Був лауреатом багатьох академічних премій. Ганс Гаєрдал брав участь у паризькій Всесвітній виставці 1878 року, де за картину «Вигнання Адама та Єви з раю» було удостоєний золотої медалі. У 1878—1882 роках художник живе і працює в Парижі, де був учнем Леона Бонна і займався пленером.
У 1882 році французький уряд купує полотно Ганса Гаєрдала «Вмираюча дитина». Ця картина також була удостоєна Великої флорентійської премії, що дозволило художнику провести 1882—1884 роки в Італії, де він познайомився з Арнольдом Бекліном. Повернувшись до Норвегії, в Осло та в Осгордстранді художник підтримує близькі стосунки з Крістіаном Крогом та молодим Едвардом Мунком.
Ханс Хейєрдал є великим представником норвезького реалістичного мистецтва. На початку ХХ століття він також захоплюється таким політичним рухом, як пангерманізм.